# Vallées du Tarn, du Tarnon et de la Mimente
Vallées du Tarn, du Tarnon et de la Mimente este o arie protejată (sit de importanță comunitară — SCI) din Franța întinsă pe o suprafață de 10.493 ha, integral pe uscat.

## Localizare
Centrul sitului Vallées du Tarn, du Tarnon et de la Mimente este situat la coordonatele 44°17′37″N 3°41′27″E / 44.29361°N 3.69083°E.

## Înființare
Situl Vallées du Tarn, du Tarnon et de la Mimente a fost declarat arie specială de conservare în baza directivei 92/43 din 1992 referitoare la conservarea habitatelor naturale și a faunei și florei sălbatice pentru a proteja 8 specii de animale.

## Biodiversitate
Situată în ecoregiunile continentală și mediteraneană, aria protejată conține 2 habitate naturale: Păduri pe pante, grohotișuri și ravene de Tilio-Acerion, Păduri aluvionare cu Alnus glutinosa și Fraxinus excelsior (Alno-Padion, Alnion incanae, Salicion albae).
La baza desemnării sitului se află mai multe specii protejate:
- mamifere (6): liliac cârn (Barbastella barbastellus), castor (Castor fiber), vidră de râu (Lutra lutra), liliac cu urechi de șoarece (Myotis blythii), liliacul mare cu potcoavă (Rhinolophus ferrumequinum), liliacul mic cu potcoavă (Rhinolophus hipposideros)
- nevertebrate (1): Austropotamobius pallipes
- pești (1): zglăvoacă (Cottus gobio)